# Rami Jagafarovics Garipov
Rami Jagafarovics Garipov, oroszul: Рами Ягафарович Гарипов, baskírul: Рәми Йәғәфәр улы Ғарипов (Arkaulovo, 1932. február 12. – Ufa, 1977. február 20.) baskír költő, író, drámaíró, műfordító.

## Életútja
1932. február 12-én született a Baskír ASZSZK-hoz tartozó Arkaulovo faluban. Szülőfalujában végezte az általános iskola hét osztályát, majd az ufai 9. számú középiskolában tanult tovább.
1950 és 1955 között a Makszim Gorkij Irodalmi Intézet hallgatója volt Moszkvában. Ezt követően a Szovjet Baskortosztani újság, az Agidel folyóirat és a baskír könyvkiadó szépirodalmi szerkesztőségében dolgozott. 1959 és 1964 között szülőföldjén élt, a Jurjuzany kolhoz Komszomol-szervezetének és a Szalavat járás Szargamis állami gazdaságának titkáraként, valamint a szalavati helyi újság főszerkesztőjeként dolgozott. 1964 és 1966 között a Szovjet Baskortosztani újság irodalmi munkatársa, 1968 és 1972 között a Baskorsztan Kizi magazin ügyvezető titkára volt.
A szovjet nemzeti politikához való kritikus hozzáállása miatt a tehetséges költőt üldözték. Élete során sok verse kiadatlan maradt. Az 1964-ben írt  1937 című költemény csak 1987-ben jelent meg. 1960 óta volt tagja a Szovjetunió Írószövetségének, ahonnan egy anyanyelve iránti szeretetről szóló vers miatt kizárták.
1977. február 20-án szívelégtelenségben halt meg. Az ufai muszlim temetőben temették el. Posztumusz elnyerte a Szalavat Julajevről elnevezett köztársasági díjat (1988) és a baskír népi költő címet (1992).

## Munkássága
1950-ben jelent meg az első költeménye. Az első verseskötete, a Jurjuzany 1954-ben került kiadásra, mikor a moszkvai Irodalmi Intézet hallgatója volt. A Kővirág (1958) és A pacsirta éneke (1964) című versgyűjteményét szülőföldjének, a természetnek és honfitársainak dedikálta.  Az ezt követő  Repülés (1966), Az áhított szó” (1969), a Menyasszony és vőlegény (1974) versesköteteiben érezhető a filozófiai szövegek iránti vonzalom. Az élet értelméről, az emberek történelmi sorsáról, a nemzedékek lelki kapcsolatáról való elmélkedések, az anyanyelv és kultúra jövőjéért való szorongás.
Műfordítóként is jelentős életművet alkotott. Puskin, Lermontov, Jeszenyin, Blok, Heine, Rúdaki és Gamzatov költeményeit fordította baskír nyelvre. Ivan Franko novelláinak fordítása 1959-ben jelent meg A fényhez címmel. Fordítói munkájának az eredménye az 1991-ben kiadott Antológiám című könyv.

## Művei
| Eredeti cím         | A cím fordítása         | Megjelenés helye | Ideje |
| ------------------- | ----------------------- | ---------------- | ----- |
| Йүрүҙән             | Jurjuzany               | Ufa              | 1954  |
| Таш сәскә           | Kővirág                 | Ufa              | 1958  |
| Һабантурғай йырҙары | A pacsirta éneke        | Ufa              | 1964  |
| Осоу                | Repülés                 | Ufa              | 1966  |
| Аманат              | Az áhított szó          | Ufa              | 1969  |
| Миләш — кәләш       | Menyasszony és vőlegény | Ufa              | 1974  |

## Fordítás
- Ez a szócikk részben vagy egészben  a   Rami Garipov című angol Wikipédia-szócikk ezen változatának fordításán alapul.  Az eredeti cikk szerkesztőit annak laptörténete sorolja fel. Ez a jelzés csupán a megfogalmazás eredetét és a szerzői jogokat jelzi, nem szolgál a cikkben szereplő információk forrásmegjelöléseként.
- Ez a szócikk részben vagy egészben  a(z)   Гарипов, Рами Ягафарович című orosz Wikipédia-szócikk ezen változatának fordításán alapul.  Az eredeti cikk szerkesztőit annak laptörténete sorolja fel. Ez a jelzés csupán a megfogalmazás eredetét és a szerzői jogokat jelzi, nem szolgál a cikkben szereplő információk forrásmegjelöléseként.